# Гренкино
Гренкино — бывшее село в Кизлярском районе Дагестана. На момент упразднения являлось центром Большезадоевского сельсовета. В середине 1970-х годов объединено с селом Большезадоевское в один населённый пункт.

## Географическое положение
Располагалось на правом берегу реки Старый Терек (рукав реки Терек). Ныне представляет собой центральную часть села Большезадоевского.

## История
В 1914 году казачий хутор Гренко станицы Александрийской состоял из 6 дворов. В административном отношении относился к 3-му участку Кизлярского отдела Терской области. В 1929 году хутор Гренкин состоял из 54 хозяйств и входил в состав Больше-Задоевского сельсовета Кизлярского района. В 1930 году на хуторе организован колхоз имени Блюхера, в 1939 году переименован в колхоз имени Урицкого. В 1959 году колхоз преобразован в одноимённый совхоз. По данным на 1970 год село Гренкино центр Большезадоевского сельсовета и являлось центральной усадьбой совхоза имени Урицкого.

## Население
В 1914 году на хуторе проживало 30 человек (16 мужчин и 14 женщин), все казаки, православные. По данным переписи 1926 году на хуторе проживало 239 человек (134 мужчины и 105 женщин), в том числе русские составляли 96 % населения, немцы — 2 % и армяне — 2 %. В 1970 году в селе проживало: постоянного населения — 680 человек, наличного — 674. 